# Kiel Murray
Kiel Murray (24 dicembre 1985) è una sceneggiatrice e produttrice cinematografica statunitense, nota principalmente per aver sceneggiato i film Pixar Animation Studios Cars - Motori ruggenti (Cars) e Cars 3.

## Filmografia

### Sceneggiatrice

#### Lungometraggi
- Cars - Motori ruggenti (Cars), regia di John Lasseter (2006)
- Cars 3, regia di Brian Fee (2017)
- Raya e l'ultimo drago (Raya and the Last Dragon), regia di Don Hall e Carlos López Estrada (2021) – Soggetto
- Luck, regia di Peggy Holmes (2022)
- I Cavalieri dello zodiaco (Knights of the Zodiac), regia di Tomek Bagiński (2023)

#### Cortometraggi
- Il granello di sfortuna! (Bad Luck Spot!), regia di Matt Youngberg (2023)

### Produttrice esecutiva

#### Lungometraggi
- Luce – Accendi il tuo coraggio, regia di Theodore Ty e Laurent Zeitoun (2022)